# باول دافيسون
باول دافيسون (بالإنجليزية: Paul Davison)‏ هو لاعب سنوكر بريطاني، ولد في 1 أكتوبر 1971 في Pickering, North Yorkshire ‏ في المملكة المتحدة.

## روابط خارجية
- باول دافيسون على موقع CueTracker.net (الإنجليزية)
- باول دافيسون على موقع بطولة العالم للسنوكر (الإنجليزية)